# Prêmio Personalidade da Mineração
O Prêmio Personalidade da Mineração (em inglês:  Legend in Mining award) é apresentado anualmente a indivíduos que contribuíram de forma notável para o setor de recursos naturais. Os recipientes são determinados pelos editores do periódico Resource Stocks, uma publicação industrial com sede em Londres. Em 2013 o prêmio foi concedido ao funcionário público sul australiano Paul Heithersay na Mines and Money Conference em Melbourne, Austrália.

## Recipientes

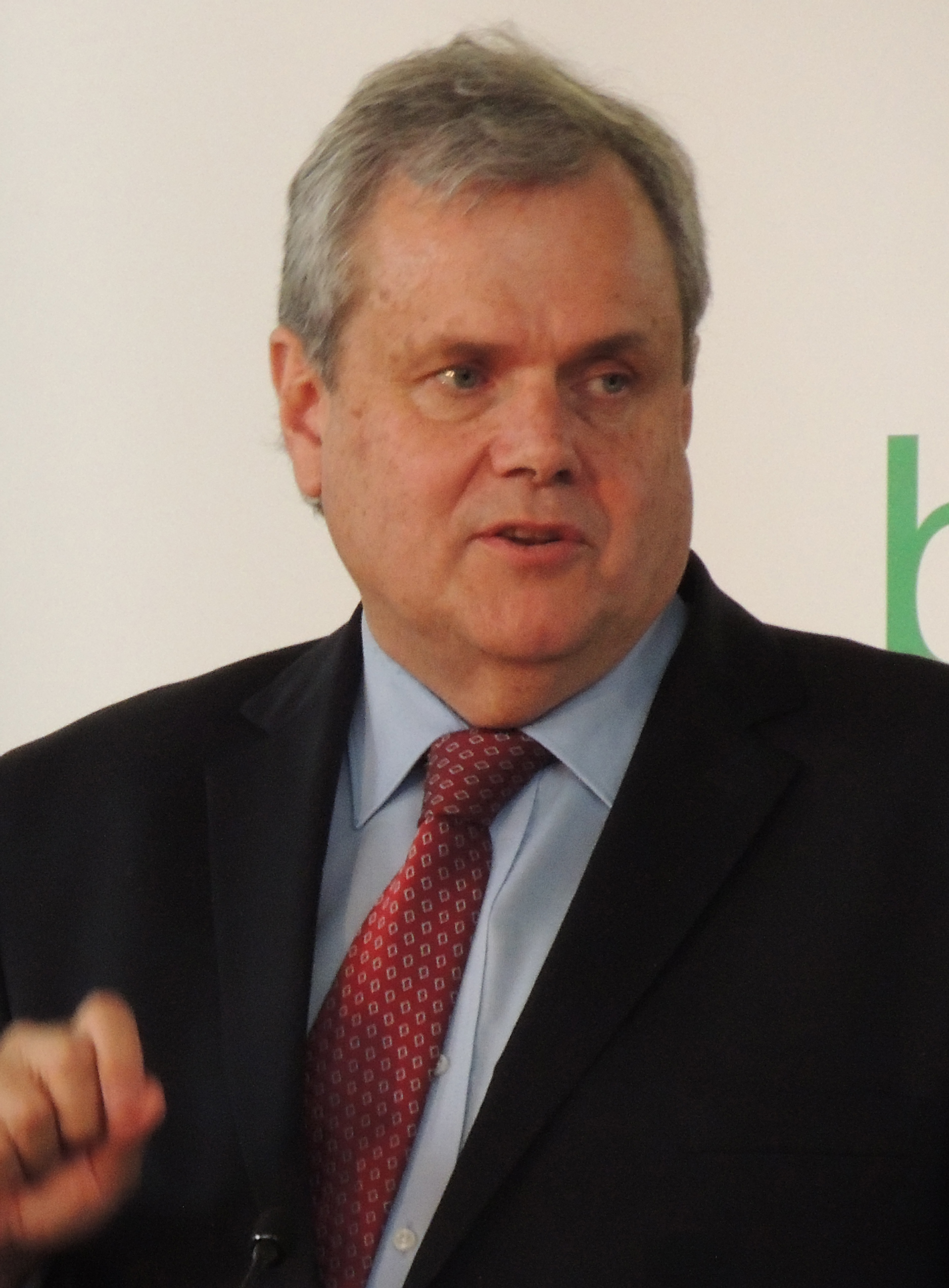
Paul Heithersay (2015)

Dentre os recipientes do prêmio estão incluídos:
- Mark Bennett, Sirius (2014)[2][3]
- Paul Heithersay, Government of South Australia (2013)[1]
- David Moore, Mincor Resources (2012)[4][5]
- Paul Holloway, Government of South Australia (2008)[1][6]
- Ian Burston (2008)
- Gavin Thomas (2005)[6][7]
- Robert Champion de Crespigny[1]
- Ian Plimer[1][6]
- John Collier[6]
- Ron Manners[6]
- Trevor Sykes[6]
- Roy Woodall[5][6]
- Owen Hegarty[5]
- Andrew Forrest, Fortescue Metals[5]